# روبرت نيزبت
روبرت نيزبت (بالإنجليزية: Robert Nisbet)‏ هو تربوي أمريكي، ولد في 30 سبتمبر 1913 في لوس أنجلوس في الولايات المتحدة، وتوفي في 9 سبتمبر 1996 في واشنطن العاصمة في الولايات المتحدة.